# Egerer Schlössl

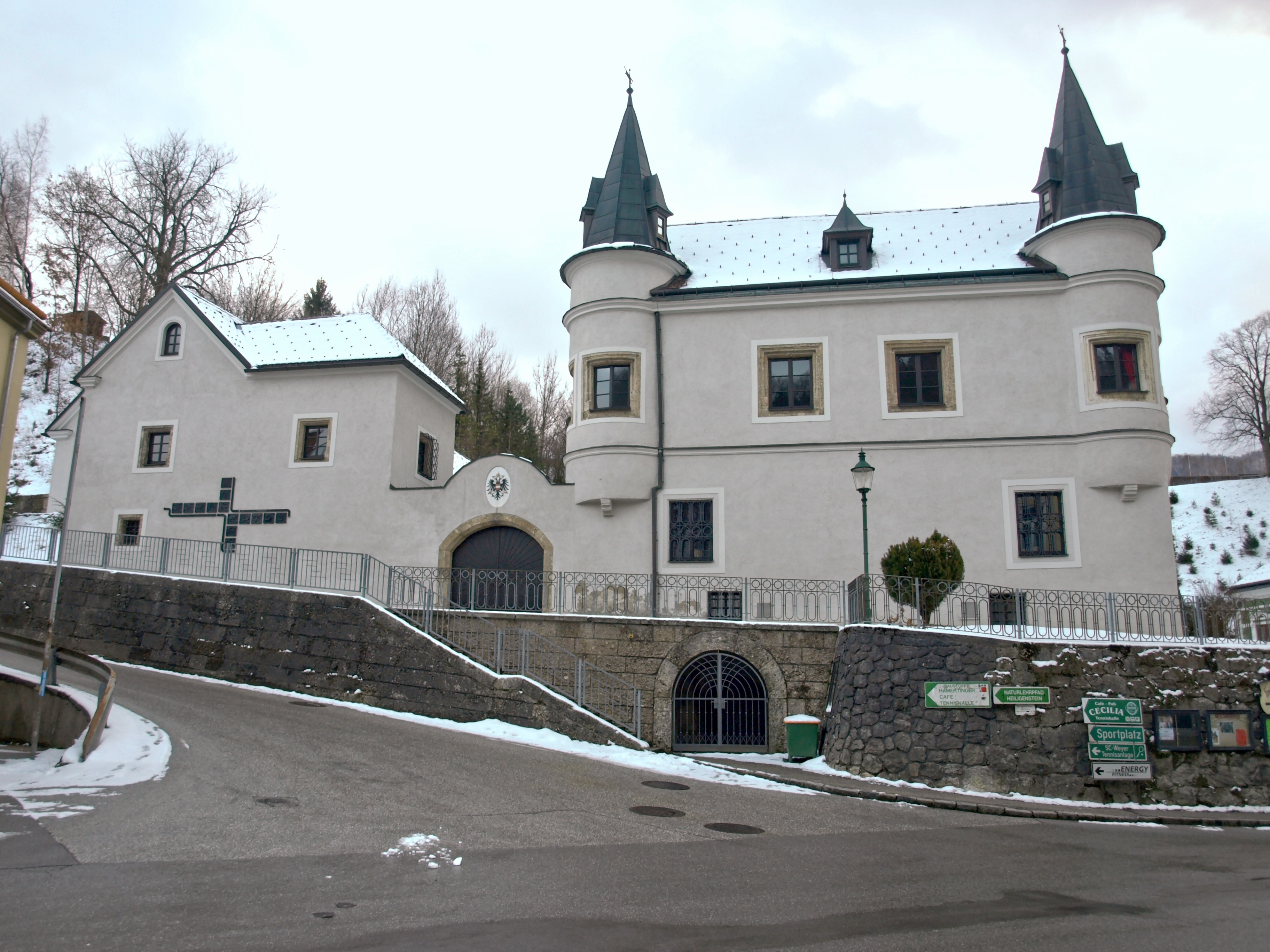

Das Egerer Schlössl liegt in der Gemeinde Weyer im Bezirk Steyr-Land in Oberösterreich (Marktplatz 30).

## Geschichte
Das Egerer Schlössl wurde 1560 an der Stelle eines in den Türkenkriegen 1532 eingeäscherten Wehrbaus errichtet. Bauherr des festungsartigen Neubaus war Wolf Egerer, ein „Eisengewerke“. Lorenz Egerer, ein Bruder des Wolf, lebte auf dem Schlösschen bis zu seinem Lebensende. Die Egerer selbst sind bis zur Mitte des 17. Jahrhunderts in Weyer nachweisbar. Bis 1848 diente der Bau als Sitz des Pfleggerichts. Danach wechselten häufig die Besitzer, z. B. kam es in die Hände der Schweigels.

## Egerer Schlössl heute
Das bereits sehr baufällige gewordene Egerer Schlössl wurde 1977 von den Gemeinden Weyer und Gaflenz erworben. In Zusammenarbeit mit dem Denkmalamt und der Kulturabteilung des Landes Oberösterreich wurde das Gebäude wiederhergestellt und mit einem Anbau versehen. 1981 wurde eine Musikschule sowie eine Fachschule für wirtschaftliche Frauenberufe eröffnet. Auch für Ausstellungen, z. B. des Malers Josef Gabriel Frey, wird das Gebäude genutzt.

Egerer Schlössl
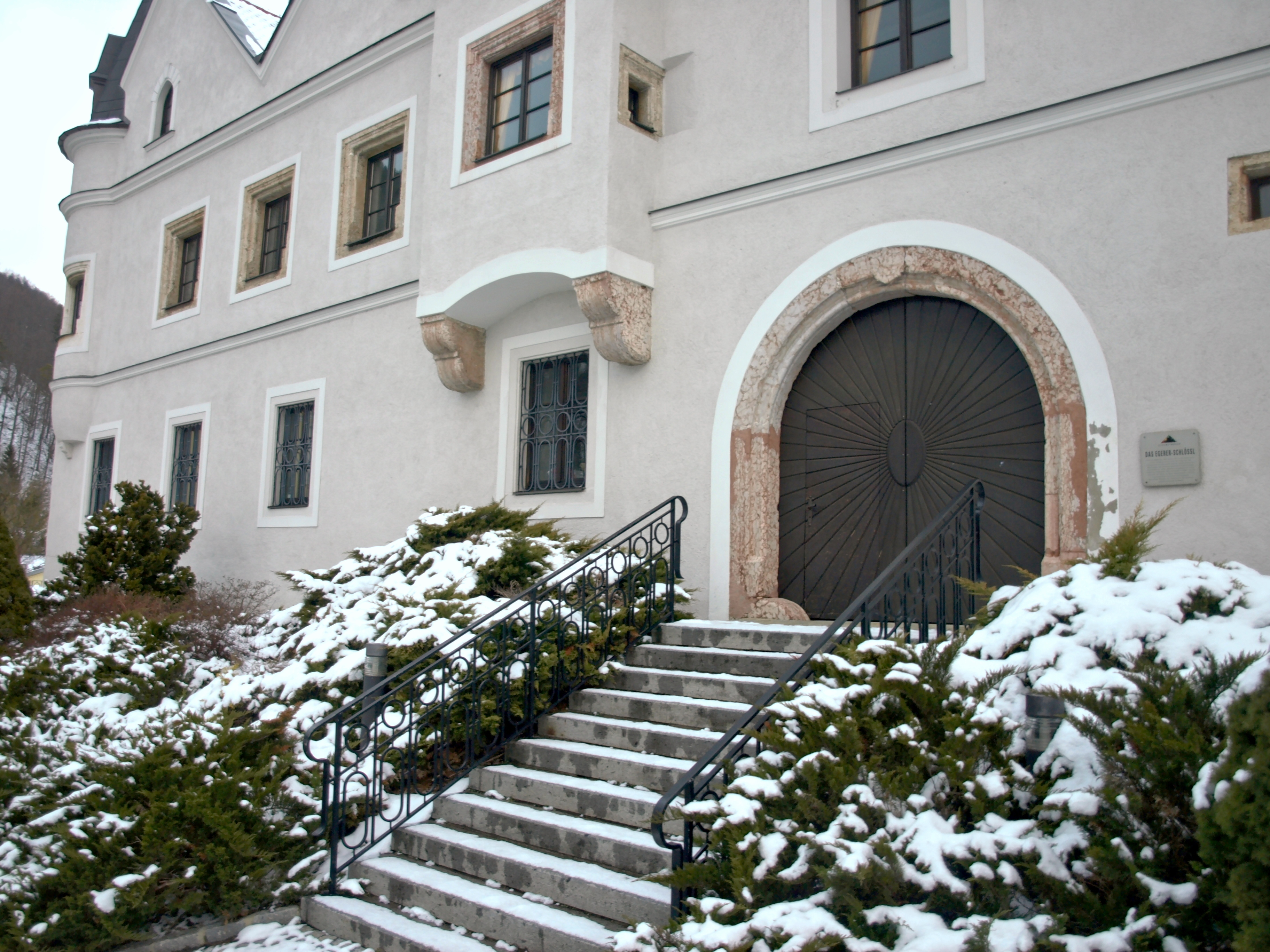
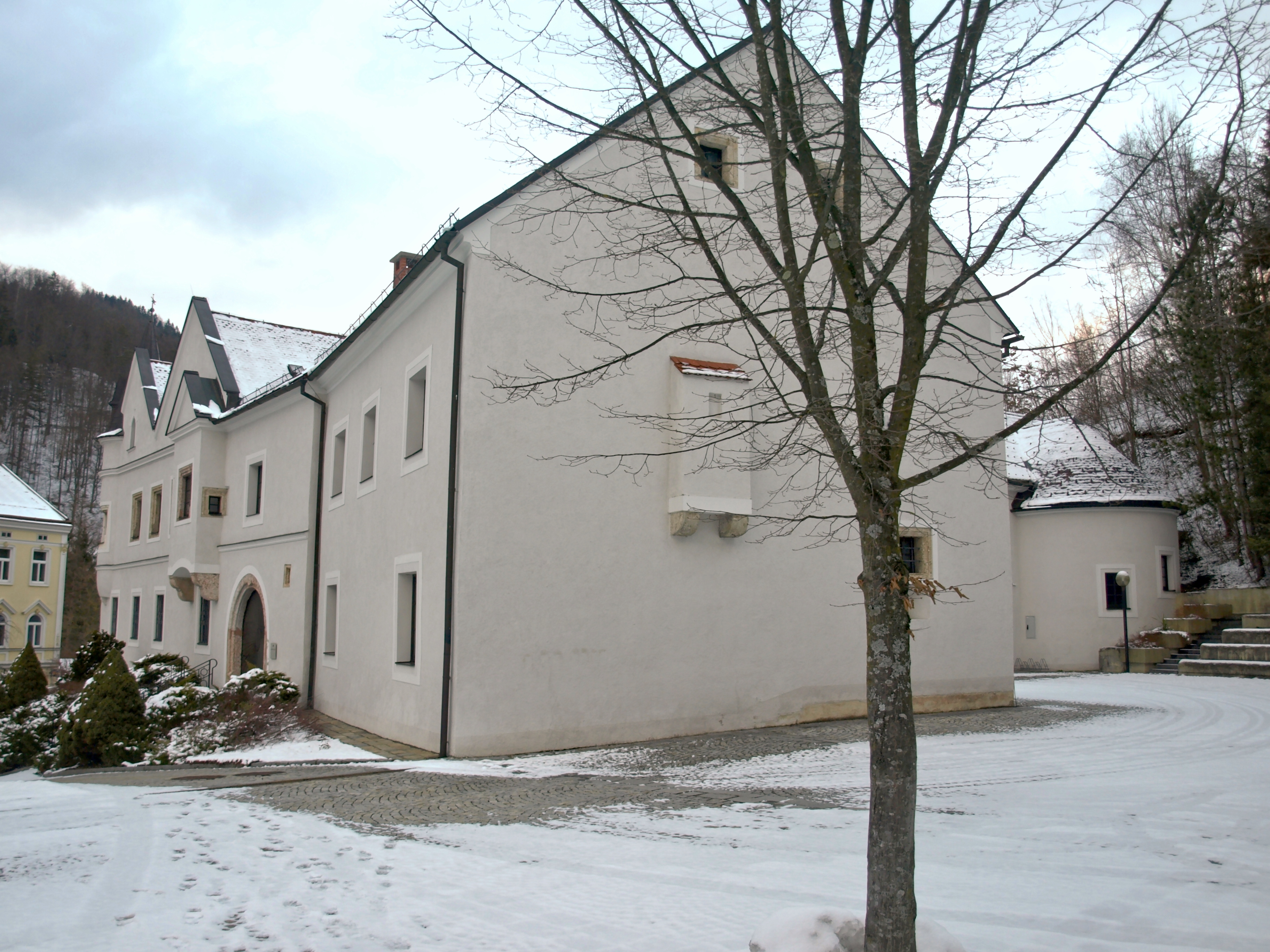
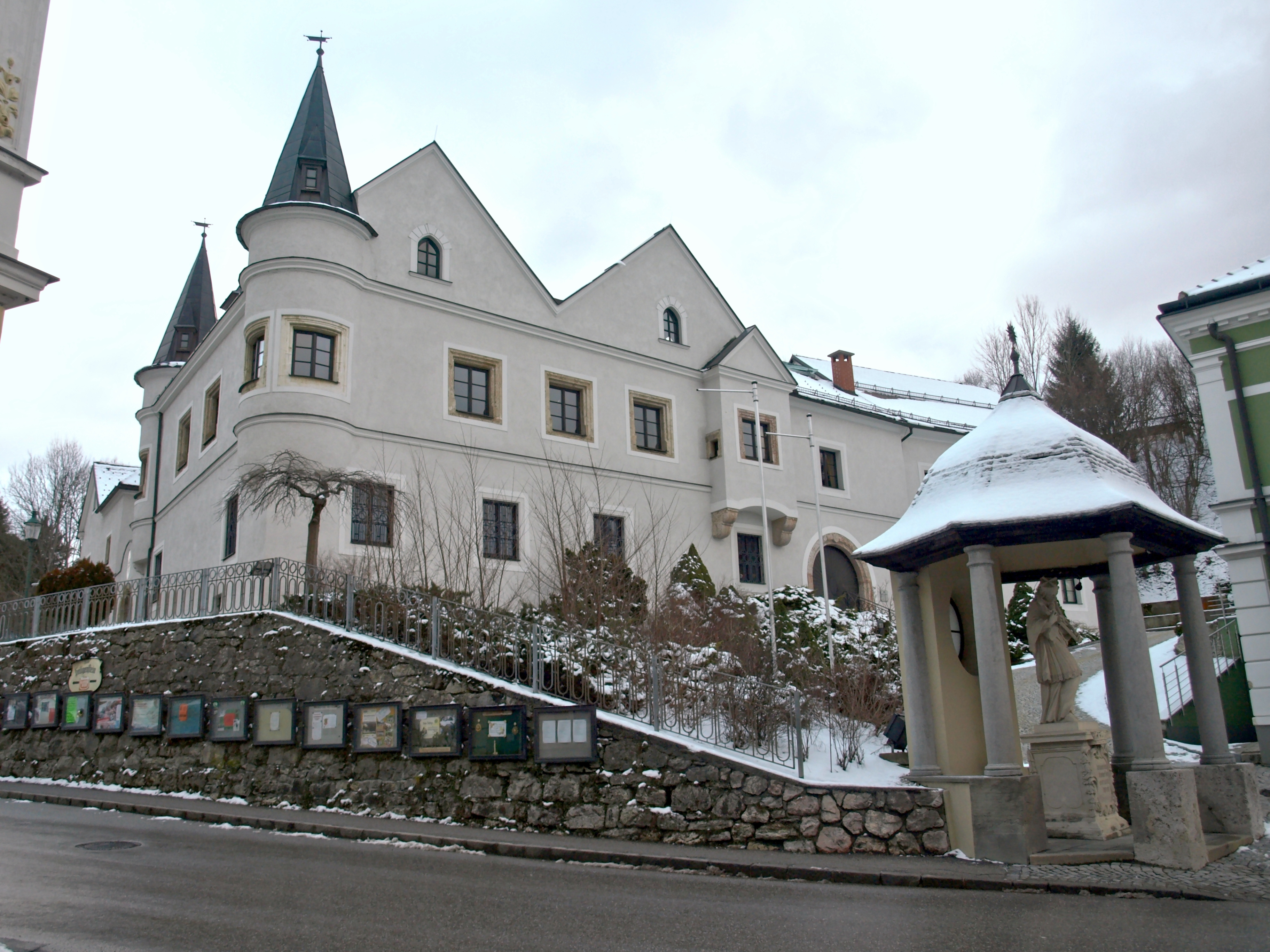
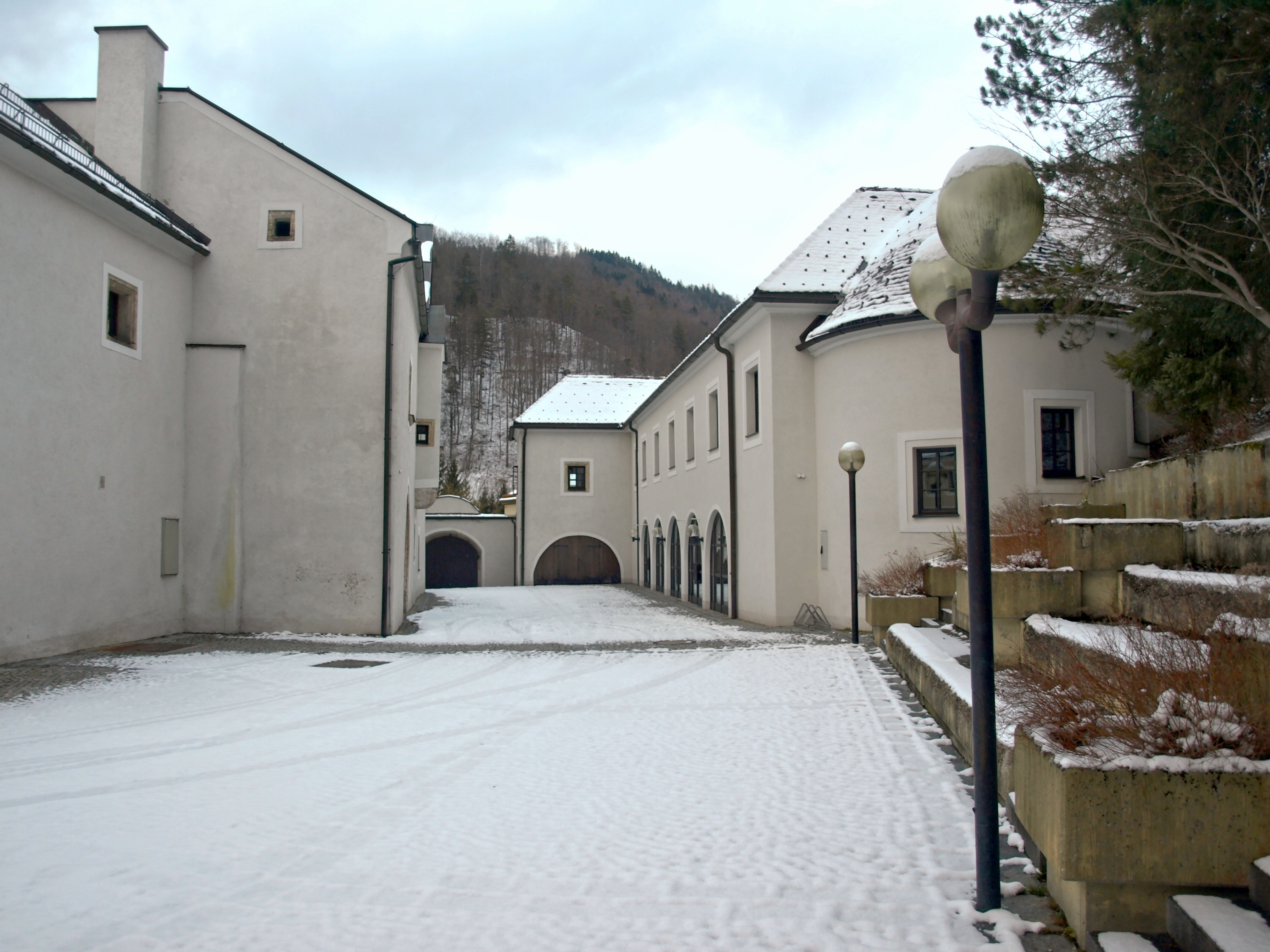